# La Carlota (Argentinië)
La Carlota is een plaats in het Argentijnse bestuurlijke gebied Juárez Celman in de provincie Córdoba. De plaats telt 11.490 inwoners.

## Geboren
- Pablo Piatti (31 maart 1989), voetballer

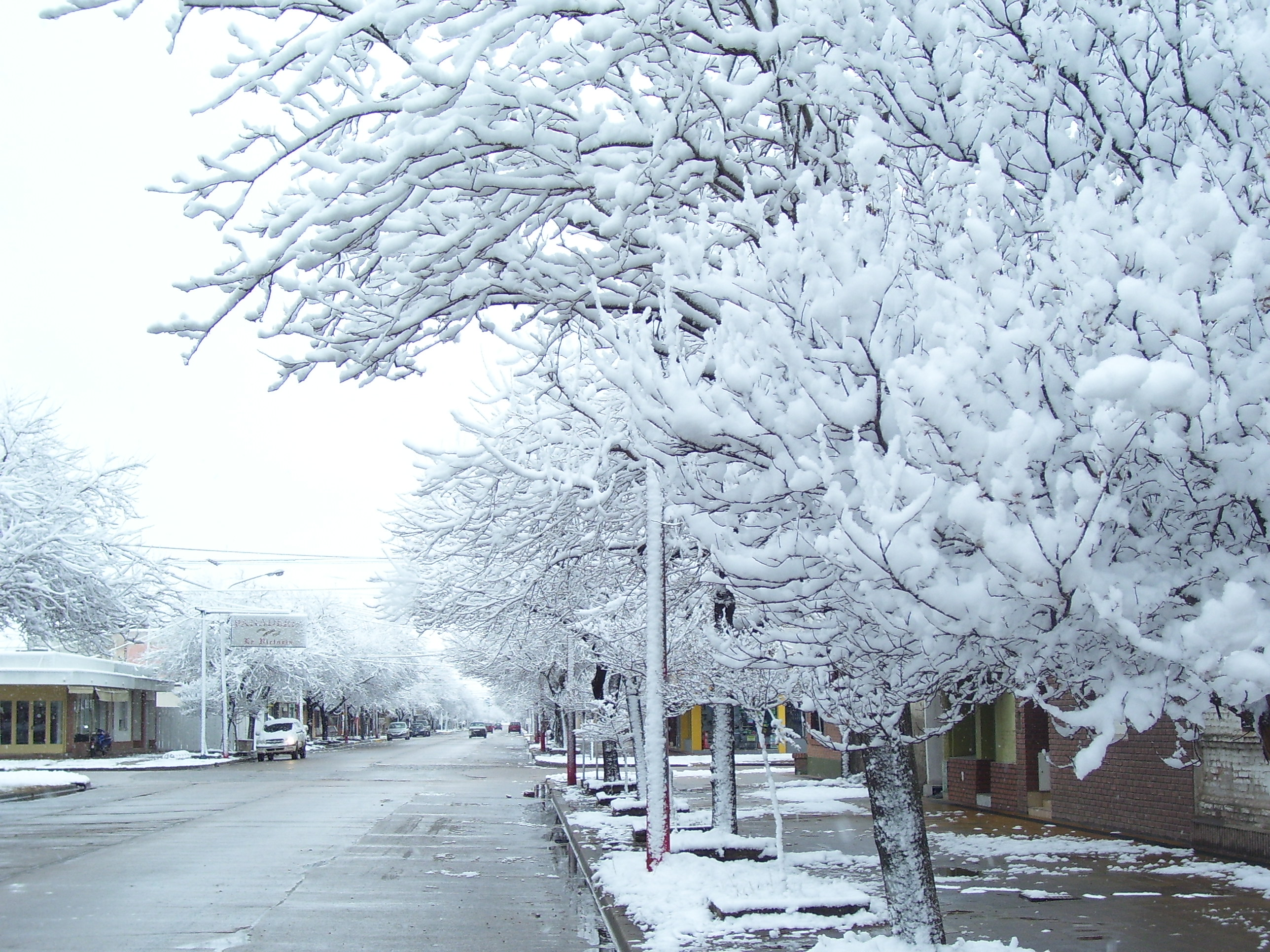
La Carlota in 2007